# Хлорида (дочь Амфиона)
Хлорида, или Хлорис (др.-греч. Χλῶρις) — в древнегреческой мифологии дочь Амфиона, сына Иасия (Иаса), царя Орхомена.
По другой версии, старшая дочь царя Фив Амфиона и Ниобы. По версии, её именем названы ворота Фив. Единственная спасшаяся из ниобид.
По рассказу, её звали Мелибея, но, когда её братья и сестры были убиты, она уцелела, так как взмолилась Лето. От страха стала бледной, и её назвали Хлоридой. Она с братом Амиклом построила храм Лето в Аргосе. Стала победительницей в беге на Гереях в Олимпии.
Жена царя города Пилос Нелея, мать Перо и 12 сыновей, включая Периклимена и Нестора. Изображена в Аиде на картине Полигнота в Дельфах, склонилась на колени к Фие.
В честь Хлориды назван астероид (410) Хлорида, открытый в 1896 году.